# Grabados rupestres del Barranco de Balos
Los grabados rupestres del Barranco de Balos o letreros de Balos son un yacimiento arqueológico de los aborígenes de Gran Canaria, situado en la rambla que conforma el barranco del mismo nombre en el municipio grancanario de Agüimes, España, consistente en numerosas inscripciones y grabados siendo el más importante conjunto de grabados rupestres de Gran Canaria. Se encuentra localizada en el, concretamente entre los accidentes geográficos del roque Aguayro, al este, y la montaña de Los Perros, en el oeste. Dichos grabados fueron declarados Bien de Interés Cultural con el Decreto 1866/1973 convenido el 5 de julio de 1973.

## Información geológica

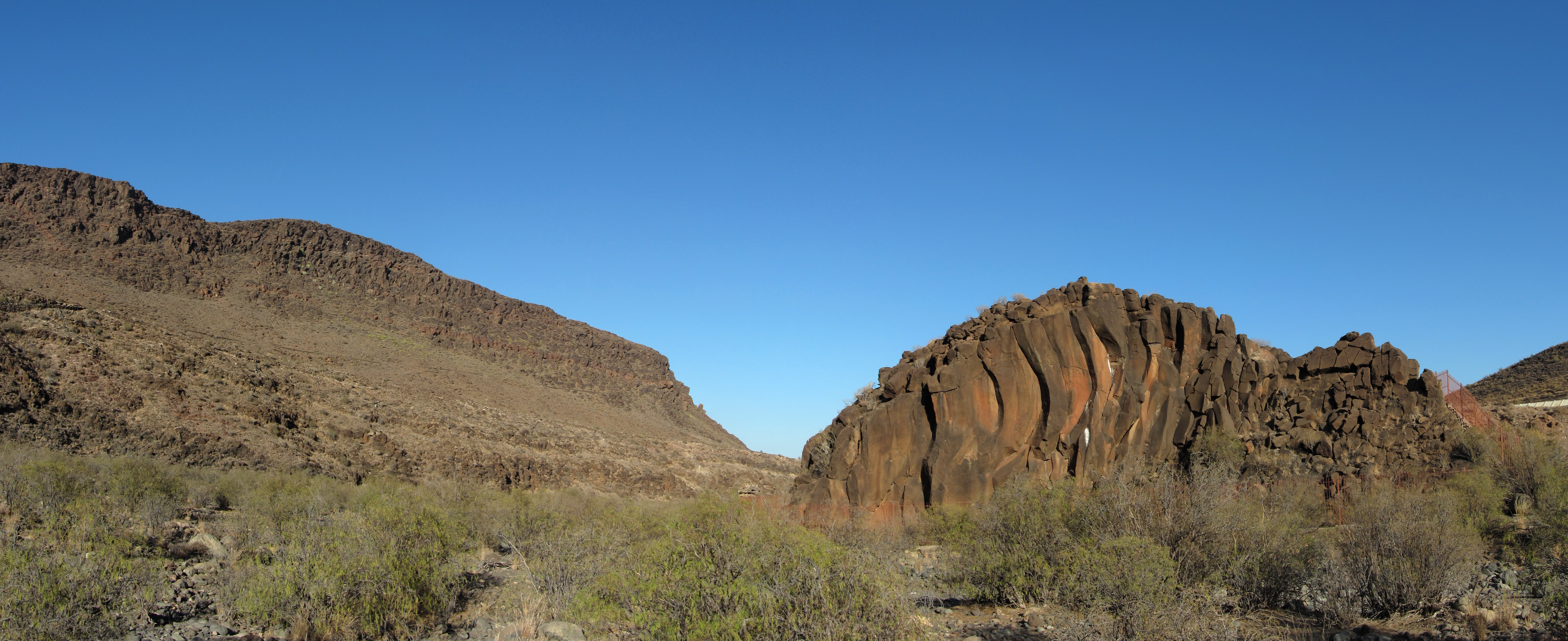
Macizo basáltico en el que se encuentran los famosos grabados.

En el lugar podemos encontrar formaciones compuestas por materiales de distinto origen geológico. Por una parte, existe una menor cantidad de emisiones compuesta por coladas basálticas que alcanzaron entre los 500 y 600 metros de potencia y que corresponden al Ciclo Roque Nublo. Por otra parte, también podemos encontrar elementos de naturaleza fonolítica correspondientes al Ciclo Post Roque Nublo en mayores cantidades, específicamente en los aledaños de la montaña de Los Perros y, principalmente, en el roque Aguayro; dichas coladas superarían los 100 metros de desnivel.
El yacimiento específicamente está compuesto por un macizo basáltico que cuenta con más de 600 metros de longitud en el que se concentra y podemos encontrar una rica y variada tipología de grabados.

## Tipología y metodología

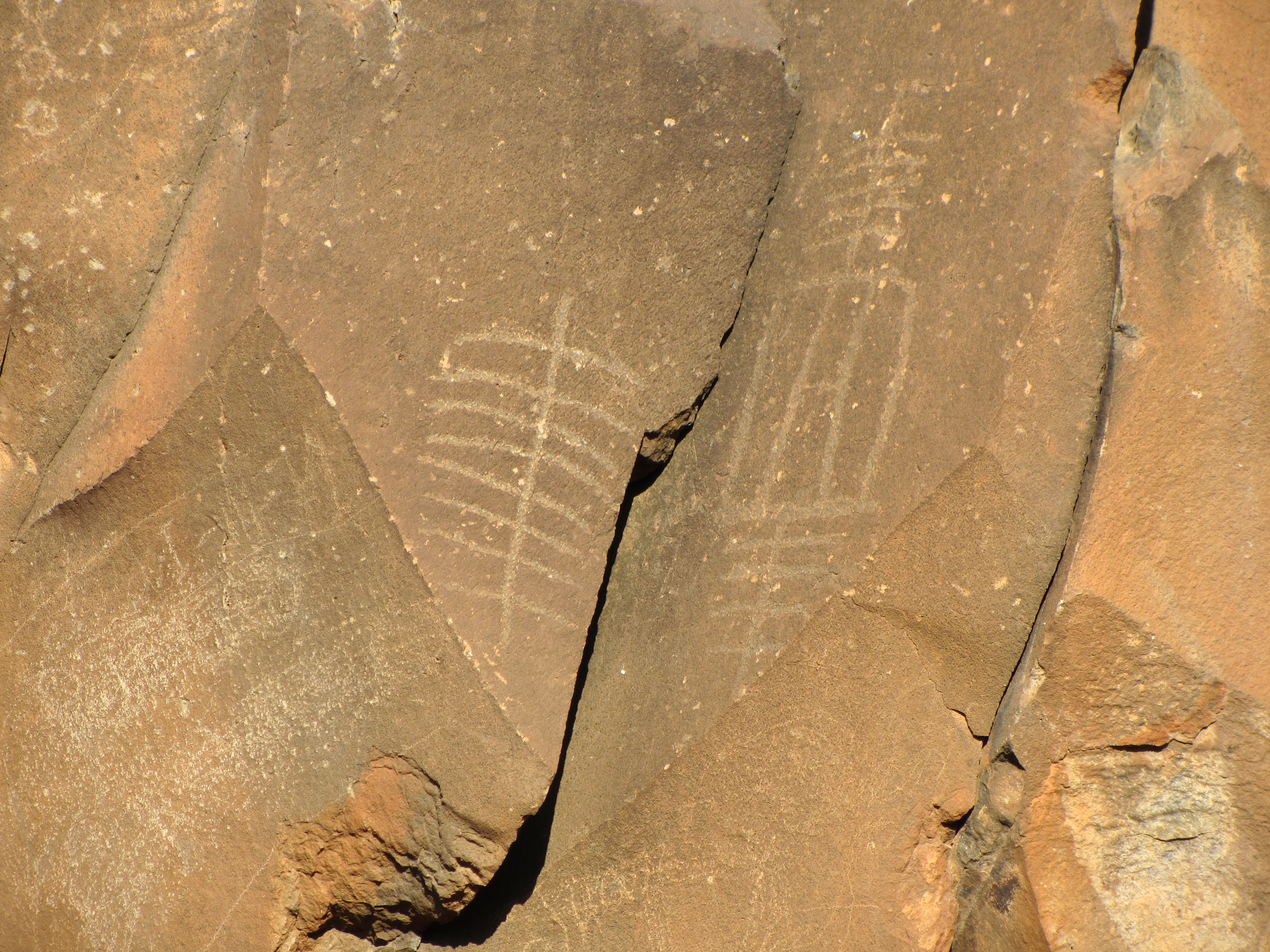
Ejemplo de manifestaciones alfabetiformes en el yacimiento del Barranco de Balos.

Actualmente se han distinguido diez sectores rupestres que están repartidos por todo el macizo de Balos, residiendo ocho en su vertiente norte y dos en la sur. La mayoría de estas representaciones son alfabetiformes de origen líbico-bereber, es decir, posibles formas de escrituras basadas en el dibujo de diversas formas, pero también se encuentran geométricos, zoomorfos, ramiformes y jinetes.
La formas de elaboración corresponden al picado de trazo continuo, el procedimiento más utilizado en las grafías prehistórico-europeas y, en menor medida, la incisión, rayado y abrasión, o la combinación de algunas de ellas, como la regularización de las huellas de la percusión mediante el uso de técnicas abrasivas.

## Estado de conservación
La continua y nefasta alteración de los grabados de Balos a largo de los años ha provocado que su estado de conservación en la actualidad sea realmente penoso y deficiente. Dichas alteraciones van desde grafitis en donde diferentes visitantes graban en la roca su nombre y fecha de visita al yacimiento, copias más burdas o precisas de las representaciones originales o el expolio de determinadas piezas con un enorme valor.

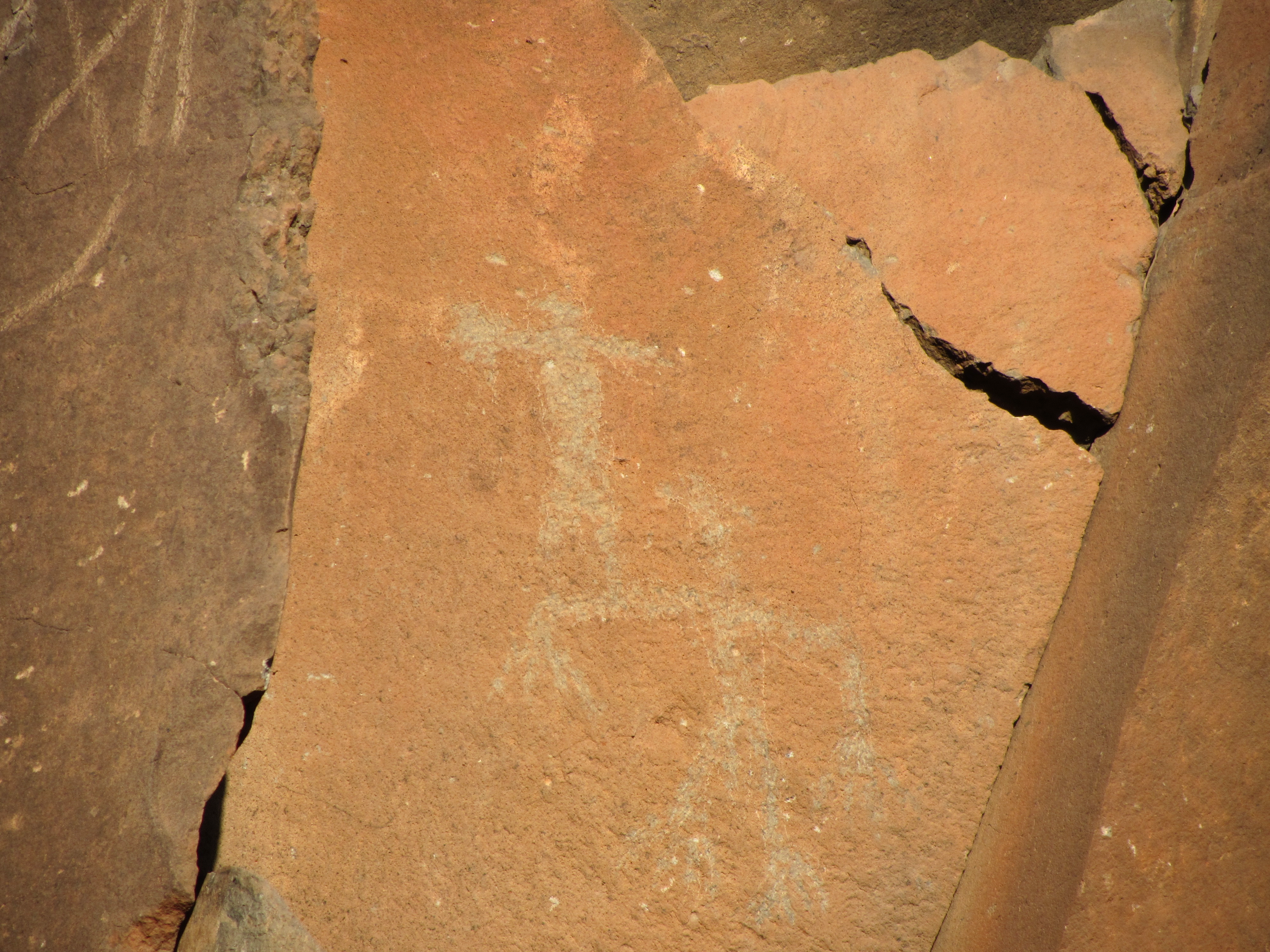
Representaciones con forma humana a cuyo lado podemos encontrar incisiones más recientes.

Un ejemplo de este último caso lo encontramos en el año 1957, momento en el que el reputado arqueólogo O. G. S. Crawford se llevó un fragmento de piedra grabado con una representación de carácter zoomórfico. De ello dio testigo un lugareño, de nombre José Quintín Suárez, encargado de la supervisión y mantenimiento de uno de los pozos de la zona.
Pero sin duda alguna la alteración más intransigente provocada a los grabados de este importante yacimiento tuvo lugar el 22 de junio de 2007. En dicho día determinadas personas con claras pretensiones destructivas golpearon hasta su completa demolición uno de los más relevantes paneles; en el mismo se encontraban representados grabados con peculiares formas geométricas y caracteres alfabetiformes de origen líbico.
Pese a que la mencionada alteración provocó daños irreversibles, un equipo de restauración dirigido por Manuel Solá Moreno logró recomponer y reintegrar la estructura tras un arduo trabajo de restauración cuyo proceso acarreó alrededor de dos años.
Todas estas incidencias mencionadas con anterioridad han dificultado en exceso el estudio e investigación de los diferentes grabados presentes en el yacimiento. El principal motivo que dificulta dicha tarea no es otro que el hecho de desconocer la autenticidad de los mismos, es decir, averiguar qué grabados son auténticos y cuáles meras copias o creaciones que imitan las técnicas y trazos de las originales.
Por ello es de extrema urgencia que se proteja este valioso lugar como es debido y se lleven a cabo las pertinentes estrategias de seguimiento y control que permitan a futuros investigadores y visitantes disfrutar de este valioso yacimiento protohistórico en las mejores condiciones que el tiempo y la naturaleza consientan.

## Historiografía
Para encontrar las primeras indagaciones de carácter crítico acerca de las inscripciones que nos competen debemos trasladarnos a 1958, momento en el que el párroco y doctor en Teología Pedro Hernández Benítez reúne sus estudios en una obra titulada Inscripciones y grabados rupestres del barranco de Balos.  
Como consecuencia de la dictadura franquista se crea la Comisaría de Excavaciones Arqueológicas. Esta institución será la encargada de nombrar como comisario y delegado provincial de Excavaciones Arqueológicas en Gran Canaria a Sebastián Jiménez Sánchez, el cual se encargará de realizar un completo estudio sobre los mencionados grabados recogido en la reconocida publicación que lleva por nombre Anuario de Estudios Atlánticos.
Posteriormente, en el año 1968, con el cierre del Servicio Nacional de Excavaciones Arqueológicas entran en juego la figura de Antonio Beltrán Martínez, catedrático de Epigrafía, Numismática y Arqueología por la Universidad de Zaragoza. Los análisis y estudios de esta ilustre persona se caracterizarán por abarcar por vez primera la observación y el estudio científico tanto del Macizo de Balos como de la archiconocida Cueva Pintada de Gáldar.
En 1973 Mauro S. Hernández Pérez, profesor emérito y especialista en Prehistoria de la Universidad de Alicante, dedica su tesis doctoral al estudio de los grabados rupestres presentes en la totalidad del archipiélago canario. Como no podría ser de otra forma, en Gran Canaria centra su foco de estudio en las representaciones de Balos, concordando con la mayoría de las aportaciones aportadas previamente por A. Beltrán y difiriendo únicamente con este en cuanto a la hora de estipular la cronología e iconografía de los grabados.
A partir de dicho momento tendrían que sucederse treinta años para que una nueva generación de investigadores, en su mayoría procedentes del ámbito universitario, aporten nuevas visiones y perspectivas sobre la interpretación, reforzada mediante el uso de nuevas tecnologías, de estos mágicos y enigmáticos grabados.

## Controversias
El siglo XIX es el período en el que se comprueba que estas manifestaciones rupestres significaban una constante en todas las islas pero es en la primera mitad del siglo XX, en torno a 1940, cuando aparecen más yacimientos y comienza a surgir un interés científico.
También es, a partir de esta última fecha, cuando la investigación del yacimiento del Barranco de Balos ganó en  significatividad y se posicionó en el punto de mira de la comunidad científica de la región que, durante estos años, era representada únicamente por la Comisaría de Excavaciones Arqueológicas.
El máximo responsable de este organismo vinculado a la dictadura franquista fue Sebastián Jiménez Sánchez el cual, estando casi tres décadas en el cargo (1941-1969), llevó a cabo en el Archipiélago diferentes investigaciones arqueológicas, considerándose estas a posteriori como desastrosas tanto en sus formas como en sus resultados.
En lo que concierne a los grabados rupestres de Balos, Jiménez Sánchez apenas mostró interés por ellos y no inició una investigación competente, utilizando únicamente la información ya conocida sobre este lugar. Este hecho justifica el poco conocimiento que se tiene actualmente sobre el yacimiento y la mala conservación de algunas de sus zonas, siendo reflejo de la nula formación arqueológica de buena parte de los responsables del patrimonio nacional de esa época.